# Troglobisium racovitzai
Troglobisium racovitzai är en spindeldjursart som först beskrevs av Edvard Ellingsen 1912.  Troglobisium racovitzai ingår i släktet Troglobisium och familjen Bochicidae. Inga underarter finns listade i Catalogue of Life.